# Essaimage (entreprise)
Cet article concerne la diffusion d’une entreprise. Pour le sens premier chez les abeilles, voir Essaimage.
L’essaimage est l’accompagnement à la diffusion d’une activité économique par l’institution qui en est à l’origine. Concrètement, il s’agit pour une entreprise ou une association d’aider une personne à créer une entreprise ou association similaire sur un autre territoire.

## Étymologie
Dans son sens premier, l’essaimage est un phénomène observé dans les ruches d'abeilles, quand une partie des abeilles quitte la ruche avec une reine (l'essaim) pour former une nouvelle colonie.
Le sens du mot a été étendu à l'ensemble de la société, et notamment au monde de l'entreprise. Par analogie, on parle donc d'essaimage des idées nouvelles, des religions, des techniques, des savoirs et savoir-faire.

## Dans le vocabulaire de l'entreprise
L'essaimage désigne ici la démarche consistant pour une entreprise à aider un (ou plusieurs) de ses salariés à créer sa propre société ou à en reprendre une. Il s'agit d'une mesure d'accompagnement de départ.
L'aide apportée peut être un accompagnement du créateur par un conseiller tout au long de son projet (appui méthodologique, conseils, réseau relationnel...) matérielle (l'entreprise fournit les technologies nécessaires), financière (prime d'aide au démarrage, prêt bonifié...) logistique ou encore commerciale (l'entreprise s'engage à passer des commandes).
Instauré par la loi du 3 janvier 1984 et renforcé par la Loi d'Initiative économique du 1er août 2003 de Renaud Dutreil, le congé création d'entreprise (CCE) permet au salarié qui le demande, de prendre un congé de 12 mois renouvelable une fois (soit 2 ans en tout) pour créer ou reprendre une entreprise. Il peut être à temps plein ou à temps partiel.
On distingue communément trois formes d'essaimage entrepreneurial :
- L' essaimage à froid. Il émane principalement de l'initiative de salariés au sein de sociétés menant une politique valorisant la mobilité extérieure. C'est généralement le cas de quelques grands groupes.
- L' essaimage à chaud, ou social. Dans ce cas de figure, la société essaimante met en place un dispositif fortement incitatif pour résoudre un sureffectif ou mener une restructuration par exemple. C'est la forme d'essaimage la plus répandue.
- L' essaimage stratégique. Il repose sur la volonté de réussite et une réelle cohésion des parties. Sa mise en œuvre se réalise dans le cadre d'une politique visant à optimiser un portefeuille de brevets, réaliser un transfert de technologie ou de savoir-faire par exemple.

Le nombre d'entreprises créées par essaimage en France est estimé à 15 000 par an (chiffre de 2002).

## Dans le monde associatif
On parle aussi d'essaimage quand une association de type fédérale impulse la création de nouvelles structures, qui vont être membre de cette organisation, dans des zones où elle n'existe pas encore.